# Echinodiopsis hispida
Echinodiopsis hispida là một loài rêu trong họ Neckeraceae. Loài này được (Hook. f. & Wilson) S. Olsson, Enroth & D. Quandt mô tả khoa học đầu tiên năm 2011.